# Shefqet Ndroqi
Shefqet Ndroqi (Tirana, 21 marzo 1912 – Tirana, 23 febbraio 2001) è stato un medico albanese.

## Biografia
Nacque a Tirana il 21 marzo 1912 in una famiglia musulmana e dopo aver terminato gli studi liceali, si trasferì in Francia nel 1933. Si laureò nel 1939 presso la Facoltà di Medicina dell'Università della Sorbona a Parigi, proseguendo tra il 1939 e il 1940 con la specializzazione presso l'ospedale di Fontainebleau e difendendo nel 1941 la sua tesi di dottorato sulle Granulazioni patologiche di neutrofili umani; sostenne inoltre gli esami per poter trattare tubercolosi e malaria. Parallelamente agli studi prese parte ai movimenti antifascisti studenteschi e durante l'occupazione tedesca della Francia fu incaricato dell'evacuazione di 45 bambini e 25 donne incinte da Parigi a Périgueux.
Successivamente, intorno al 1940-1941, tornò in Albania, dove assistette il dottor Petraq Leka alla direzione dell'ospedale civile di Tirana. Operò anche sul campo per assistere i partigiani albanesi, contrastando inoltre un'epidemia di tifo esantematico scoppiata a Debar.
Nel settembre 1945 inaugurò un sanatorio per il trattamento della tubercolosi a Tirana e un reparto a Moscopoli per il trattamento chemioterapico dei malati di tubercolosi già stabilizzati. Nel 1947 tornò all'ospedale civile di Tirana, dove divenne direttore del Dipartimento di tisiologia; contemporaneamente su sua iniziativa organizzò il dispensario antitubercolare della città con 30 posti letto, seguito nel 1948 dal sanatorio. Successivamente nel 1950 fondò un altro dispensario a Durazzo.
Negli anni 1950 si specializzò come chirurgo e fu poi nominato nel 1955 come primo professore di tubercolosi presso la Facoltà di Medicina dell'Università di Tirana, fondando nel 1966 la Clinica per la tubercolosi, di cui fu direttore dalla fondazione al 1999. Nella sua attività professionale fu molto vicino ai poveri e agli indigenti, effettuando nella sua clinica privata sia visite che radiografie gratuite e fornendo i soldi per l'acquisto di medicinali in caso di necessità.
Soffriva fin da bambino di adenite tubercolare e poiché lui stesso effettuava le radiografie ha sofferto di radiodermite, venendo operato due volte (nel 1966 e nel 1989) con l'amputazione di due dita.

## Opere
- (FR) Shefqet Ndroqi, Une vie au service de la vie: Mémoires d'un médecin albanais (1914-1997), collana Acteurs de la Science, traduzione di Jean-Paul Martineaud, Éditions L'Harmattan, 2007, ISBN 9782296030787.